# Kazino igre
Igre dostupne u većini kazina obično se nazivaju kazino igrama. U kazino igri igrači kockaju gotovinu ili kazino čipove na razne moguće slučajne ishode ili kombinacije ishoda. Kazino igre dostupne su i u onlajn kockarnicama, gde je to dopušteno zakonom. Kazino igre mogu se igrati i izvan kockarnica u zabavne svrhe, poput zabava ili školskih takmičenja, a neke na automatima koji simuliraju kockanje.

## Kategorije
Postoje tri opšte kategorije kazino igara: aparati za igre na sreću, stolne igre i igre sa slučajnim brojevima. Gejming mašine, poput slotova i paćinka, obično igra jedan igrač pojedinačno i za njihovo igranje nije potrebno sudelovanje zaposlenika kazina. Igre za stolovima, poput blackjacka ili crapsa, uključuju jednog ili više igrača koji se takmiče protiv kuće (samog kazina), a ne jedni protiv drugih. Stolne igre obično sprovode zaposlenici kazina poznatiji kao krupjei ili dileri. Igre sa slučajnim brojevima temelje se na odabiru slučajnih brojeva, bilo iz računarskog generatora slučajnih brojeva ili iz druge opreme za igre. Igre sa slučajnim brojevima mogu se igrati za stolom ili kupovinom papirnatih ulaznica ili karata, poput kenoa ili binga. 
Neke kazino igre kombinuju više gore navedenih aspekata; na primer, rulet je stolna igra koju vodi diler, a uključuje slučajne brojeve. Kazina mogu nuditi i druge vrste igara, kao što su poker igre ili turniri, gde se igrači takmiče jedni protiv drugih.

## Uobičajene kazino igre
Značajne igre koje se često nalaze u kazinima uključuju:
| - Bakarat - Blekdžek - Craps - Roulette - Poker (Texas hold'em, Five-card draw, Omaha hold'em) - Točak srećel | - Paćinko - Slot mašine - Terminali video lutrije - Video poker | - Bingo - Keno |

## Prednost kuće
Kazino igre obično pružaju predvidljivu dugoročnu prednost kazinu ili “kući”, dok igračima nude mogućnost kratkoročnog dobitka koji u nekim slučajevima može biti velik. Neke kazino igre imaju element veštine, gde odluke igrača utiču na rezultate. Igrači koji poseduju dovoljno veština da eliminišu svojstveni dugoročni gubitak (prednost kuće) u kazino igri nazivaju se igračima s prednošću. 
Nedostatak igrača rezultat je toga što kazino ne isplaćuje dobitne opklade prema “istinskim koeficijentima” igre, a to su isplate koje bi se mogle očekivati s obzirom na izglede na dobitak ili gubitak. Na primer, ako se igra igra klađenjem na broj koji bi rezultirao bacanjem jedne kockice, stvarni izgledi bili bi 5 puta veći od uloženog iznosa, jer postoji šansa od 1 do 6 da se pojavi bilo koji pojedinačni broj, pod pretpostavkom da igrač vraća originalni iznos uložen natrag. Međutim, kazino može platiti samo 4 puta veći iznos od uloga za dobitak. 
Prednost kuće se definiše kao dobit kazina izražena kao postotak od igračeve originalne opklade. (U igrama poput Blackjack ili Spanish 21, konačna opklada može biti nekoliko puta veća od izvorne, ako igrač udvostruči i podeli).
U američkom ruletu postoje dve “nule” (0, 00) i 36 brojeva koji nisu nula (18 crvenih i 18 crnih). To dovodi do veće prednosti kazina u odnosu na evropski rulet. Šanse igrača koji se kladi na crveno za pobedu su 18/38, a šanse da izgubi su 20/38. Očekivana vrednost igrača je EV = (18/38 × 1) + (20/38 × (−1)) = 18/38 – 20/38 = −2/38 = −5,26%. Stoga je prednost kazina 5,26%. Nakon 10 okretaja, klađenjem 1 unita po okretu, prosečna dobit kazina biće 10 × 1 × 5,26% = 0,53 unita. Evropski točak s ruletom ima samo jednu “nulu” i stoga je prednost kazina (zanemarujući pravilo zatvora) jednaka 1/37 = 2,7%. 
Prednost kuće kod kazino igara uvelike se razlikuje od igre, a neke igre imaju i do 0,3%. Keno može imati prednost kuće do 25%, slotovi do 15%.
Obračun prednosti kazina kod ruleta trivijalna je vežba; za ostale igre to obično nije slučaj.Da bi se napravio pravilan obračun potrebna je kombinacijska analiza ili kompjuterska simulacija. 
U igrama koje poseduju element veštine igrača, poput blackjacka ili Spanish 21, prednost kuće definiše se kao prednost od optimalne igre (bez upotrebe naprednih tehnika kao što je brojanje karata), prvog kruga deljenja. Skup optimalnih igara za sve moguće ruke poznat je pod nazivom “osnovna strategija” i uvelike zavisi od određenih pravilima, pa čak i o broju korištenih špilova.
Tradicionalno, većina kazina odbija otkriti podatke o prednosti kuće za svoje slotove zbog nepoznatog broja simbola i verovatnoće, tako da je u većini slučajeva puno teže izračunati prednost kuće nego u drugim kazino igrama. Međutim, zbog nekih internet svojstava koja otkrivaju ove podatke i nekih nezavisnih istraživanja koje je sproveo Majkl Šakleford u oflajn sektoru, ovaj se obrazac polako menja. 
U igrama u kojima se igrači ne takmiče protiv kazina, poput pokera, kazino obično zarađuje putem provizije, poznate kao “rake”.

### Standardna odstupanja
Faktor sreće u kazino igri kvantifikovan je pomoću standardnih odstupanja (SD). Standardno odstupanje jednostavne igre poput ruleta može se izračunati pomoću binomne raspodele. U binomnoj raspodjeli, SD = √npq, gde je n = broj odigranih rundi, p = verovatnoća pobede i q = verovatnoća poraza. Binomna raspodela pretpostavlja rezultat od 1 unita za pobedu i 0 unita za poraz, umesto -1 unita za poraz, što udvostručuje raspon mogućih ishoda. Nadalje, ako se paušalno kladimo na 10 unita po rundi umesto na 1 unit, raspon mogućih ishoda povećava se 10 puta.

SD (rulet, opklada na parni novac) = 2b √npq, gdj je b = paušalna opklada po rundi, n = broj rundi, p = 18/38 i q = 20/38. 
Na primer, nakon 10 rundi po 1 unitu po krugu, standardno odstupanje biće 2 × 1 × √10 × 18/38 × 20/38 = 3,16 unita. Nakon 10 rundi, očekivani gubitak biće 10 × 1 × 5,26% = 0,53. Kao što vidite, standardno odstupanje je mnogo puta veće od očekivanog gubitka.
Standardno odstupanje za pai gow poker je najniže od svih uobičajenih kazino igara. Mnoge kazino igre, posebno slotovi, imaju izuzetno visoka standardna odstupanja. Što je veća veličina potencijalnih isplata, to će se standardna odstupanja više povećati. 
Kako se broj rundi povećava, na kraju će očekivani gubitak višestruko premašiti standardno odstupanje. Iz formule možemo vieti da je standardno odstupanje proporcionalno kvadratnom korenu broja odigranih rundi, dok je očekivani gubitak proporcionalan broju odigranih rundi. Kako se broj rundi povećava, očekivani gubitak raste mnogo bržom brzinom. Zbog toga je kockaru nemoguće dugoročno pobediti. Visok odnos kratkoročnog standardnog odstupanja i očekivanog gubitka zavarava kockare misleći da mogu pobediti. 
Za kazino je važno znati i prednost kuće i varijance za sve svoje igre. Prednost kuće im govori kakvu će zaradu ostvariti kao postotak prometa, a varijacija im govori koliko im je potrebno u novčanim rezervama. Matematičari i komjuterski programeri koji rade ovu vrstu posla nazivaju se igrački matematičari i analitičari igara na sreću. Kazina nemaju internu ekspertizu u ovom području, pa svoje potrebe prepuštaju stručnjacima na polju analize igara.